# Перелік геометрів

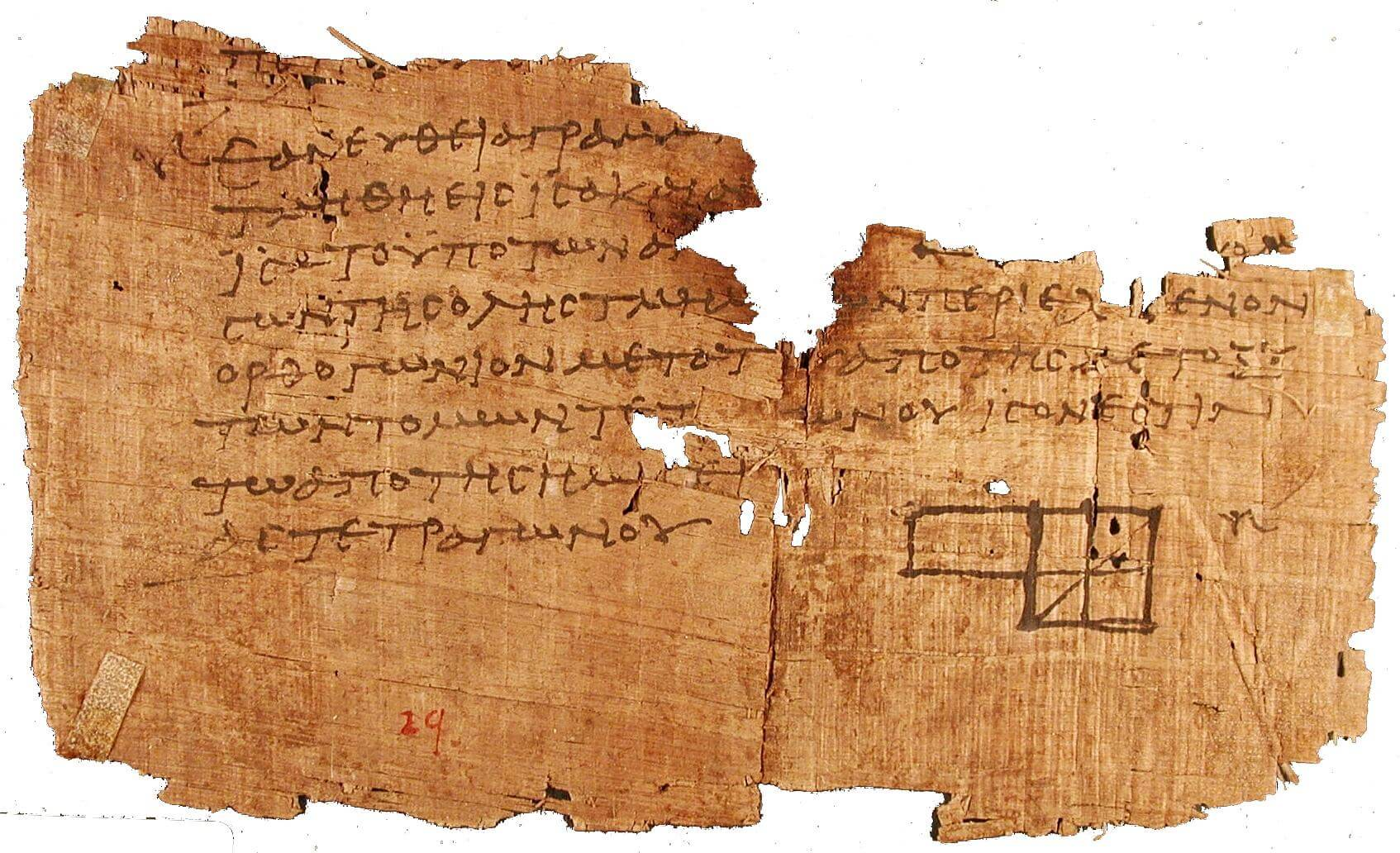
Один з найдавніших збережених фрагментів Евклідових «Елементів», знайдених в Оксірінх (Ὀξύρυγχος) й датованих близько 100 до н. е. (Оксірінхський папірус 29). Діаграма супроводжує книгу II, пропозицію 5

.
Геометр  — математик, чия область дослідження геометрія.
Хронологічно перераховані деякі важливі геометри та їх основні сфери діяльності:

## 1000 до 1 року до н.е
- Баудхаяна сутри[en] (fl. близько 800 до н. е.) — Евклідова геометрія, геометрична алгебра[fr]
- Манава[en] (близько 750 до н. е. — 690 до н. е.) — Евклідова геометрія
- Фалес (близько 624 до н. е. — близько 546 до н. е.) — Евклідова геометрія
- Піфагор (близько 570 до н. е. — близько 495 до н. е.) — Евклідова геометрія, теорема Піфагора
- Зенон Елейський (близько 490 до н. е. — близько 430 до н. е.) — Евклідова геометрія
- Гіппократ Хіоський (близько 470—410 до н. е.) — укладання першого повного зводу геометричних знань «Начала» (підручник з геометрії)
- Мо-цзи (близько 468 до н. е. — близько 391 до н. е.)
- Платон (427—347 до н. е.)
- Теетет з Афін[en] (близько 417 до н. е. — 369 до н. е.)
- Автолік з Пітани (360 — близько 290 до н. е.) — астрономія, сферична геометрія
- Евклід (fl. 300 до н. е.) — Начала Евкліда, Евклідова геометрія (іноді називають «батьком геометрії»)
- Аполлоній Перзький (близько 262 до н. е. — близько 190 до н. е.) — Евклідова геометрія, конічні перетини
- Архімед (близько 287 до н. е. — близько 212 до н. е.) — Евклідова геометрія
- Ератосфен (близько 276 до н. е. — близько 195/194 до н. е.) — Евклідова геометрія
- Катяяна[en] (близько 3 століття до н. е.) — Евклідова геометрія

## 1–1300 н.е
- Герон Александрійський (близько 10 н. е. — 70) — Евклідова геометрія
- Папп Александрійський (близько 290 н. е.— близько 350) — Евклідова геометрія, проективна геометрія
- Гіпатія (близько 370 н. е. — близько 415) — Евклідова геометрія
- Брамагупта (597—668) — Евклідова геометрія, вписаний чотирикутник
- Святий Віргілій (близько 700—784) — ірландський єпископ Агабо[en], Осрайге, пізніше Зальцбурга, Австрія; антиподи й астрономія
- Аль-Аббас ібн Саїд аль-Джаварі[en] (близько 800 — близько 860)
- Сабіт ібн Курра (826—901) — аналітична геометрія, Неевклідова геометрія, конічні перетини
- Абу-ль-Вафа (940—998) — сферична геометрія, Неевклідова геометрія
- Ібн аль-Хайсам (965 — близько 1040)
- Омар Хаям (1048—1131) — алгебрична геометрія, конічні перетини
- Ібн Мада[en] (1116—1196)

## 1301—1800 н.е
- П'єро делла Франческа (1415—1492)
- Леонардо да Вінчі (1452—1519) — Евклідова геометрія
- Джйештхадева[en] (близько 1500 — близько 1610) — Евклідова геометрія, вписаний чотирикутник
- Марін Гетальдич (1568—1626)
- Йоганн Кеплер (1571—1630) — використані геометричні ідеї в астрономічній роботі
- Жерар Дезарг (1591—1661) — проективна геометрія; теорема Дезарга
- Рене Декарт (1596—1650) — розробив методологію аналітичної геометрії, названа пізніше Картезіанською геометрією
- Блез Паскаль (1623—1662) — проективна геометрія
- Джордано Вітале[en] (1633—1711)
- Філіпп де ла Хір (1640—1718) — проективна геометрія
- Ісаак Ньютон (1642—1727) — алгебрична крива 3-го ступеня
- Джованні Чева (1647—1734) — евклідова геометрія
- Йоганн Яків Гебер[en] (1666—1727) — геодезист та геометр
- Джироламо Саккері (1667—1733) — неевклідова геометрія
- Леонард Ейлер (1707—1783)
- Тобіас Йоганн Маєр (1723—1762)
- Йоганн Генріх Ламберт (1728—1777) — неевклідова геометрія
- Гаспар Монж (1746—1818) — нарисна геометрія
- Джон Плейфер (1748—1819) — евклідова геометрія
- Лазар Карно (1753—1823) — проективна геометрія
- Джозеф Діас Жергонна[en] (1771—1859) — проективна геометрія; Точка Жергонна
- Карл Фрідріх Гаусс (1777—1855) — Theorema Egregium
- Луї Пуансо (1777—1859)
- Сімеон-Дені Пуассон (1781—1840)
- Жан-Віктор Понселе (1788—1867) — проективна геометрія
- Оґюстен-Луї Коші (1789—1857)
- Август Фердинанд Мебіус (1790—1868) — евклідова геометрія
- Лобачевський Микола Іванович (1792—1856) — гіперболічна геометрія, неевклідова геометрія
- Жермінал Данделін[en] (1794—1847) — Кулі Данделена у конічних перетинах
- Якоб Штейнер (1796—1863) — прихильник методології синтетична геометрія, проєктивна геометрія, евклідова геометрія

## 1801—1900 н.е
- Карл Вільгельм Фейєрбах[en] (1800—1834) — Евклідова геометрія
- Юліус Плюккер (1801—1868)
- Янош Бояї (1802—1860) — гіперболічна геометрія, неевклідова геометрія
- Крістіан Генріх фон Нагель[en] (1803—1882) — Евклідова геометрія
- Йоганн Бенедикт Лістинг (1808—1882) — топологія
- Людвіг Отто Гессе (1811—1874) — теорія інваріантів та геометрія
- П'єр Оссіан Бонне[en] (1819—1892) — диференціальна геометрія
- Артур Кейлі (1821—1895)
- Жозеф Бертран (1822—1900)
- Дельфіно Кодацці[en] (1824—1873) — диференціальна геометрія
- Бернгард Ріман (1826—1866) — еліптична геометрія (неевклідова геометрія) та ріманова геометрія
- Ріхард Дедекінд (1831—1916)
- Людвіг Бурместер[en] (1840—1927) — теорія в'язі
- Едмунд Гесс[en] (1843—1903)
- Макс Нетер (1844—1921) — алгебрична геометрія
- Альберт Віктор Беклунд[en] (1845—1922)
- Макс Нетер (1844—1921) — алгебрична геометрія
- Анрі Брокар (1845—1922) — точки Брокара
- Вільям Кліфорд (1845—1879) — геометрична алгебра
- Пітер Хендрік Шуте[en] (1846—1923)
- Фелікс Кляйн (1849—1925)
- Ковалевська Софія Василівна (1850—1891)
- Федоров Євграф Степанович (1853—1919)
- Анрі Пуанкаре (1854—1912)
- Луїджі Б'янкі (1856—1928) — диференціальна геометрія
- Алісія Бул Стотт[en] (1860—1940)
- Герман Мінковський (1864—1909) — Неевклідова геометрія
- Генрі Фредерік Бейкер[en] (1866—1956) — алгебрична геометрія
- Елі Жозеф Картан (1869—1951)
- Дмитро Єгоров[en] (1869—1931) — диференціальна геометрія
- Каган Веніамін Федорович (1869—1953)
- Рауль Брікард[en] (1870—1944) — нарисна геометрія
- Ернст Штайніц (1871—1928) — теорема Штайніца
- Марсель Гроссманн (1878—1936)
- Альберт Ейнштейн (1879—1955) — Неевклідова геометрія
- Освальд Веблен (1880—1960) — проективна геометрія, диференціальна геометрія
- Еммі Нетер (1882—1935) — алгебрична топологія
- Гаррі Клінтон Госсард[en] (1884—1954)
- Артур Розенталь[en] (1887—1959)
- Річард Бакмінстер Фуллер (1895—1983)
- Гельмут Гассе (1898—1979) — алгебрична геометрія
- Мауріц Корнеліс Ешер (1898—1972) — художник, який широко використовував геометричні ідеї

## 1901— теперішній час
- Вільям Воланс Дуглас Годж (1903—1975)
- Патрік дю Валь[en] (1903—1987)
- Беніаміно Сегре[en] (1903—1977) — комбінаторна геометрія
- Самуель Грейцер (1905—1988) — засновник математичної олімпіади США[en]
- Дж. Ч. П. Міллер[en] (1906—1981)
- Андре Вейль (1906—1998) — алгебрична геометрія
- Гарольд Коксетер (1907—2003) — теорія політопа, Неевклідова геометрія, проективна геометрія
- Дж. А. Тодд[en] (1908—1994)
- Даніель Педо[en] (1910—1998)
- Шіінг-Шен Черн (1911—2004) — диференціальна геометрія
- Ернст Вітт[en] (1911—1991)
- Рафаель Арці[en] (1912—2006)
- Александров Олександр Данилович (1912—1999)
- Ласло Феєс Тот[en] (1915—2005)
- Едвін Еваріст Мойзе[en] (1918—1998)
- Погорєлов Олексій Васильович (1919—2002) — диференціальна геометрія
- Маґнус Веннінґер (1919—2017) — модель багатогранника[en]
- Жан-Луї Кошуль[en] (1921—2018)
- Яглом Ісаак Мойсейович (1921—1988)
- Бенуа Мандельброт (1924—2010) — фрактал
- Кацумі Номідзу[en] (1924—2008) — афінна диференціальна геометрія[en]
- Майкл С. Лонгет-Хіггінс[en] (1925—2016)
- Джон Ліч[en] (1926—1992)
- Александр Гротендік (1928—2014) — алгебрична геометрія
- Бранко Ґрюнбаум (1929—2018) — комбінаторна геометрія
- Майкл Атія (1929—2019)
- Понтрягін Лев Семенович (1908—1988)
- Джеффрі Колін Шепард[en] (близько 1930–)
- Норман Джонсон[en] (1930–)
- Джон Мілнор (1931–)
- Роджер Пенроуз (1931–)
- Манін Юрій Іванович (1937–) — алгебрична геометрія та діофантова геометрія
- Арнольд Володимир Ігорович (1937—2010) — алгебрична геометрія
- Вінберг Ернест Борисович (1937–2020)
- Джон Конвей (1937–2020) — задача про пакування куль, рекреаційна математика
- Робін Хартсхорн[en] (1938–) — геометрія, алгебрична геометрія
- Філіп Гріффітс[en] (1938–) — алгебрична геометрія, диференціальна геометрія
- Енріко Бомб'єрі (1940–) — алгебрична геометрія
- Роберт Вільямс[en] (1942–)
- Пітер Макмаллен[en] (1942–)
- Річард Гамільтон (математик) (1943–2024) — диференціальна геометрія, потік Річчі, гіпотеза Пуанкаре
- Громов Михайло Леонідович (1943–)
- Руді Ракер (1946–)
- Вільям Терстон (1946—2012)
- Шинтан Яу (1949–)
- Майкл Фрідман (1951–)
- Егон Шульте[en] (1955–) — політоп
- Джордж Харт[en] (1955–) — скульптор
- Каролі Бездек[en] (1955–) — комбінаторна геометрія, задача про пакування куль, Евклідова геометрія, Неевклідова геометрія
- Саймон Дональдсон (1957–)
- Перельман Григорій Якович (1966–) — Гіпотеза Пуанкаре
- Мар'ям Мірзахані (1977—2017)

## Геометри в мистецтві
| Бог, як архітектор світу, 1220—1230, біблійна моралізація | Правильний многогранник Кеплера в Сонячній системі, «Таємниця світу» (1596) | Ветхий днями, 1794, Вільям Блейк; з компасом, як символом божественного порядку | Ньютон (1795), Вільям Блейк; тут Ньютон критично зображується як «божественний геометр». |